# Пољска у раном средњем веку
Најважнија појава која се одиграла у земљама Пољске у раном средњем веку, као и у другим деловима средње Европе, био је долазак и трајно насељавање западнословенских или лехитских народа. Словенске миграције на просторе савремене Пољске почеле су у другој половини 5. века нове ере, око пола века након што су ове територије напустила германска племена бежећи од Хуна. Први таласи надолазећих Словена населили су се у близини горњег тока Висле и на другим местима у земљама данашње југоисточне Пољске и јужне Мазовије. Долазећи са истока, из горњег и средњег региона реке Дњепар, досељеници су првенствено долазили из западног огранка раних Словена познатих као Склавени, а од њиховог доласка класификовани су као Западни Словени и Лехити, који су најближи преци Пољака.[a]
Одатле се ново становништво распршило на север и запад током 6. века. Словени су живели од узгоја усева и углавном су се бавили земљорадњом, али су се бавили и ловом и сакупљањем јестивих биљака и животиња из дивљине. Сеобе су се дешавале када су се дешавале дестабилизујуће инвазије таласа људи и војски са истока, као што су Хуни, Авари и Мађари, на источну и средњу Европу. Ово кретање словенских народа према западу делимично је олакшано претходним исељавањем германских народа ка сигурнијим областима западне и јужне Европе. Досељени Словени су формирали разне мале племенске организације почев од 8. века, од којих су се неке касније удружиле у веће, државне. Почев од 7. века, ове племенске јединице су изградиле многе утврђене објекте са земљаним и дрвеним зидовима и насипима. Неки од њих су били развијени и насељени, други су имали веома велику празну површину унутар зидина.
До 9. века, Западни Словени су населили балтичку обалу у Померанији, која се касније развила у трговачку и војну силу. Дуж обале су се налазили остаци скандинавских насеља. Најважније од њих је вероватно било трговачко насеље и поморска лука Трусо, која се налазила у Пруској. Сама Пруска је била релативно незахваћена словенским миграцијама и остала је насељена балтичким старим Прусима. У исто време, племе Вислана са седиштем у Кракову и околини, контролисало је велико подручје на југу, које су развили и утврдили са многим упориштима.
Током 10. века, лехитски западни Пољани (Polanie, „људи отворених поља“) су се показали од одлучујућег историјског значаја. Првобитно смештени у централној пољској низији око Гиеча, Познања и Гњезна, Пољани су прошли кроз период убрзане изградње утврђених насеља и територијалног ширења почев од прве половине 10. века. Под војводом Мјешком I из династије Пјаста, проширена пољска територија је преобраћена у хришћанство 966. године, што се генерално сматра рођењем пољске државе. Савремени називи царства, „држава Мјешко“ или „држава Гњезно“, убрзо су одбачени у корист „Пољске“, што је превод племенског имена Пољана. Династија Пјаста ће наставити да влада Пољском до касног 14. века. 

## Порекло словенских народа

### Словенски почеци Пољске
Порекло словенских народа, који су на пољске земље стигли почетком средњег века као представници прашке културе, сежу до кијевске културе, која се формирала почетком 3. века нове ере и генетски је изведена из пост-зарубинског културног хоризонта и сама је била једна од каснијих пост-зарубинских културних група. Такав етногенетски однос је очигледан између великог становништва кијевске културе и раних (6.–7. век) словенских насеља у базенима Одре и Висле, са прекидом између ових словенских насеља и старијих локалних култура у истом региону, који су престали да постоје, почев од 400–450. године нове ере. 

### Зарубинска култура
Круг зарубинске културе, који је постојао отприлике од 200. п. н. е. до 150. године н.е, простирао се дуж средњег и горњег Дњепра и његове притоке реке Припјат, али је оставио и трагове насељавања у деловима Полесја и горњег базена реке Буг. Зарубинска култура се развила из милоградске културе у северном делу свог опсега и од локалног скитског становништва у јужнијем делу. Зарубинска култура и њени почеци били су умерено под утицајем латенске културе и цивилизацијских центара подручја Црног мора (трговина са грчким градовима је давала увозне артикле) у ранијим фазама, али не много под римским утицајем касније, а сходно томе и њен економски развој је заостајао за другим културама раног римског периода. Практикована је кремација тела, са људским остацима и погребним даровима, укључујући металне украсе, малог броја и ограничене разноликости, стављаних у јаме. 

### Кијевска култура
Потекла из пост-зарубинских култура и често сматрана најстаријом словенском културом, кијевска култура је функционисала током каснијих римских периода (крај 2. до средине 5. века) северно од огромних територија Черњаховске културе, унутар горњег и средњег базена река Дњепар, Десне и Сејм. Археолошке културне карактеристике кијевских локалитета показују да је ова култура идентична или веома компатибилна (представља исти културни модел) са оном словенских друштава из 6. века, укључујући насеља на територији данашње Пољске. Кијевска култура је позната углавном из насеља; гробнице, укључујући јамске гробове, су малобројне и слабо опремљене. Није пронађено много металних предмета, упркос познатој аутохтоној производњи гвожђа и преради других метала, укључујући технологију премазивања емајлом. Глинене посуде израђиване су без грнчарског точка. Кијевска култура представљала је средњи ниво развоја, између култура средњоевропских и друштава шумских зона источног дела континента. Кијевска култура и сродне групе значајно су се прошириле након 375. године нове ере, када су остроготску државу, и шире говорећи черњаховску културу, уништили Хуни.[c] Овај процес је додатно олакшан и убрзан, укључивши у то време културе потомака Кијева, када се средином 5. века распала и сама хунска конфедерација.

### Писани извори
Источну колевку Словена директно потврђује и писани извор. Анонимни аутор познат као космограф Равене (око 700.) именује Скитију, географску област која обухвата огромна подручја источне Европе, као место „где су генерације Склавена имале своје почетке“. Скитија, која се „далеко протеже и шири“ у источном и јужном правцу, имала је на западном крају, као што се види у време Јорданесовог писања (прва половина до средине 6. века) или раније, "Немце и реку Вислу". Јорданес Словене смешта у Скитију такође. 

### Алтернативна тачка гледишта
Према алтернативној теорији, популарној у ранијем 20. веку и још увек заступљеној данас, средњовековне културе на подручју модерне Пољске нису резултат масовне имиграције, већ су настале из културне транзиције ранијих аутохтоних популација, које би се требале сматрати раним Словенима. Ово схватање је углавном одбачено, пре свега због периода археолошког дисконтинуитета, током кога су насеља изостала или су била ретка, као и због културолошке некомпатибилности касноантичких и раносредњовековних локалитета.[b]
Чланак из 2011. о раним западним Словенима наводи да је прелазни период (релативне депопулације) тешко археолошки проценити. Неки верују да је касноантичка „германска“ популација напустила источну централну Европу и да је замењена Словенима који долазе са истока, други виде „германске“ групе као оне које остају и постају, или већ постоје, Словени. Садашња археологија, каже аутор, „није у стању дати задовољавајући одговор и вероватно су оба аспекта одиграла улогу“. Локални језици у региону не могу се идентификовати археолошким истраживањима, а генетска евалуација остатака кремацијских сахрана није била могућа.

## Словенска диференцијација и експанзија; Прашка култура

### Колочинска култура, Пенковка култура и култура Праг–Корчак
Коначни процес диференцијације култура препознатих као ранословенске, колочинске културе (на територији кијевске културе), пенковске културе (Анти) и прашко-корчачке културе, одвија се крајем 4. и 5. века наше ере. Иза хоризонта пост-Зарубинаца, рани Словени који су се ширили су заузели већи део територија Черњаховске културе и културе Дачанских Карпатских Тумула. Како нису сви ранији становници из тих култура напустили ово подручје, вероватно су унели неке елементе у словенске културе. 
Прашка култура се развила у западном делу словенске експанзије у сливовима средњег Дњепра, Припјата и горњег Дњестра до Карпата и у југоисточној Пољској, односно у базену горње и средње Висле. Ова култура је била одговорна за највећи део раста у 6. и 7. веку, а до тада је обухватала и слив средњег Дунава и средње Лабе. Прашка култура врло вероватно одговара Склавенима о којима говори Јорданес, чију област је описао као да се простире на запад до извора Висле. Људи пенковске културе насељавали су југоисточни део, од Северског Доњеца до доњег Дунава (укључујући и регион где су били Анти, а колочинска култура се налазила северно од источније области пенковске културе (слив Горњег Дњепра и Десне). Корчак тип означава источни део прашко-корчачке културе, који је био нешто мање директно зависан од матичне кијевске културе него њене две сестринске културе због своје западне експанзије. Словенска насеља из раног 6. века покривала су површину три пута већу од Кијевског културног региона стотинак година раније.

### Рана насеља, привреда и сахрањивања у Пољској
У Пољској, најранија археолошка налазишта која се сматрају словенским обухватају ограничен број насеља из 6. века и неколико изолованих гробница. Материјал који је тамо прикупљен састоји се углавном од једноставне, ручно обликоване керамике, типичне за читав ранословенски простор. На основу различитих варијанти ових основних глинених посуда и ретких украса издвајају се три културе. Највеће од најранијих словенских насеља (прашке културе) у Пољској које је подвргнуто систематским истраживањима налази се у Бахоржу, округ Жешов, и датира из друге половине 5. до 7. века. Састојало се од 12 скоро квадратних, делимично укопаних кућа, свака површине од 6,2 до 19,8 (у просеку 14,0) квадратних метара. У углу је обично била постављена камена пећ, што је типично за словенске куће тог периода, али се срећу и глинене пећи и централно лоцирана огњишта. У околини је откривено и 45 новијих кућа другачијег типа од 7./8. до 9./10. века.
Слабо развијено занатство и ограничени ресурси за обраду метала карактеристични су за заједнице свих раних словенских култура. Није било већих центара за производњу гвожђа, али су биле познате технике ливења метала; међу металним предметима који се повремено налазе су гвоздени ножеви и удице, као и бронзани украсни предмети (као што се може наћи у налазима из 7. века у Хаћки, округ Бјелск Подласки, на месту једног од најранијих утврђених насеља). Садржаји типичних малих отворених насеља такође обично укључују разно посуђе од камена, рога и глине (укључујући тегове који се користе за ткање). Насеља су била распоређена као скупови колиба дуж долина река или потока, али изнад нивоа поплава, обично су била неправилна и окренута према југу. Куће са дрвеним оквиром или стубовима, покривене сламнатим кровом, имале су сваку страну дужине од 2,5 до 4,5 метара. Тражиле су се плодне низије, али и шумовита подручја са разноврсним биљним и животињским окружењем. Насеља су била самостална; рани Словени су функционисали без значајније трговине на даљину. Грнчарски точкови су коришћени од почетка 7. века. Нека села већа од неколико домова откривена су у региону Краков - Нова Хута од 6. до 9. века, на пример комплекс од 11 насеља на левој обали Висле у правцу Иголомије. Оригинални намештај словенских колиба тешко је утврдити, јер је опрема често била направљена од  материјала као што су дрво, кожа или тканине. На појединим локацијама пронађене су самостојеће пећи са куполом од глине за печење хлеба. Још један велики комплекс насеља из 6. до 9. века постојао је у близини Глогова у Шлеској.
Словенски народ је своје мртве кремирао, вековима типично за становнике свог краја. Сахрањивања су обично била појединачна, гробови груписани у мала гробља, а пепео је чешће стављан у једноставне урне него у удубљења у земљи. Број пронађених гробља је мали у односу на познату густину насеља. Економија производње хране заснивала се на гајењу проса и пшенице, лову, риболову, сакупљању и сточарству (у мањем обиму узгајане су свиње, овце и козе). 

### Географска експанзија у Пољској и средњој Европи
Најранији словенски досељеници са истока стигли су у југоисточну Пољску у другој половини 5. века, тачније у слив реке Сан, затим у горње области Висле, укључујући област Кракова и долину Новог Сонча. Појединачна рана налазишта позната су и у околини Сандомјежа и Лублина у Мазовији и Горњој Шлеској. Нешто млађе концентрације насеља откривене су у Доњој Шлеској. У 6. веку насељавају се наведене области. Крајем овог века, или почетком 7. века, словенски дошљаци су стигли у Западну Померанију. Према византијском историчару Теофилакту Симокати, Словени заробљени у Цариграду 592. године именовали су приобално подручје Балтичког мора као место одакле потичу.
Од тог времена и у наредним деценијама, Западна Померанија, плус део Велике Пољске, Доње Шлеске и неке области западно од средње и доње реке Одре чинили су културну групу Суков-Ђеђице. Њено порекло је предмет расправе међу археолозима. Прва насеља се јављају почетком 6. века и не могу бити директно изведена из било које друге словенске археолошке културе. Откривају се извесне сличности са артефактима групе пшеворске културе. Према научницима као што су Сиедов, Курнатовска и Брзостовиц, то би могао бити директан наставак пшеворске традиције. Према алохтонистима, она представља варијанту прашке културе и сматра се њеном млађом етапом. Група Суков-Ђеђице показује значајне идиосинкразије, јер у њеном распону нису пронађени гробови и (типично за остатак словенског света) правоугаони станови постављени делимично испод нивоа земље. 
Овај посебан образац експанзије на земље Пољске, а затим и Немачке био је део велике словенске миграције током 5-7. века из источних земаља у разне земље централне и југоисточне Европе. Други пут из 6. века, јужнији, водио је прашку културу Словена преко Словачке, Моравске и Чешке. Словени су стигли и до источних Алпа и населили сливове Лабе и Дунава, одакле су се преселили на југ да би заузели Балкан све до Пелопонеза. 

### Антички и рано-средњовековни писани извештаји о Словенима
Поред балтичких Венета (Венеда), антички и средњовековни аутори говоре о источноевропским, односно словенским Венетима. Из Тацитовог описа у Германији може се закључити да су његови „Венети” вероватно живели око базена средњег Дњепра, што би у његово време одговарало протословенској зарубинској културној сфери. Јорданес, за кога су Венети значили Словени, писао је о борбама између Острогота и Венета које су се водиле у трећој четвртини 4. века у данашњој Украјини. У то време, Венети би стога били људи кијевске културе. Венети су у то време су били под готским краљем Ерманариком. Јорданесов опис „многољудне расе Венета“ из 6. века  укључује назнаке њихових насеља у областима близу северног гребена Карпатских планина и које се одатле протежу „скоро бескрајно“ на исток, док у западном правцу долазе до извора Висле. Тачније, он означава област између Висле и доњег Дунава као земљу Склавена. „Они имају мочваре и шуме за своје градове“, додао је саркастично. „Најхрабрији од ових народа“, Анти, населили су земље између Дњестра и Дњепра. Венети су били трећа словенска грана на неодређеној локацији (највероватније колочинске културе), као и укупна ознака за целокупност словенских народа, који „иако су изданаци из једног рода, сада имају три имена“. 
Прокопије у De Bello Gothico лоцирао је „небројена племена Анте“ још источније, иза Дњепра. Заједно са Склавенима говорили су истим језиком, "нечувено варварским". Према Јорданесу, нација Херули је 512. путовала преко свих територија народа Склавена, а затим западно одатле кроз велико пространство ненасељених земаља, пошто су Словени требало да населе западне и северне делове Пољске у деценијама које следе. Све наведено је у доброј сагласности са налазима данашње археологије.
Византијски писци су Словене мало ценили због једноставног живота који су водили, као и због њихових наводно ограничених борбених способности, али су у ствари већ почетком 6. века представљали претњу подунавским границама Царства, где су водили пљачкашке походе. Прокопије, анонимни аутор Стратегикона, и Теофилакт Симоката опширно су писали о томе како се војно обрачунати са Словенима, што сугерише да су они постали велики противници. Јован Ефески заправо иде толико далеко да у последњој четвртини 6. века каже да су Словени научили да воде рат боље од византијске војске. Балканско полуострво је заиста убрзо било преплављено словенским освајачима током прве половине 7. века под царем Ираклијем. 
Наведени аутори дају различите детаље о карактеру, условима живота, друштвеној структури и привредним активностима ранословенског народа, од којих неке потврђују и археолошка открића у Пољској, будући да су словенске заједнице биле прилично сличне по свом распону. Њихов једнообразни старословенски језик остао је у употреби до 9. до 12. века, у зависности од региона. Од грчких мисионара Светог Ћирила и Методија из Солуна, где су „сви течно говорили словенски“, очекивало се да ће моћи без икаквих потешкоћа да комуницирају у далекој Моравској када их је 863. године тамо послао византијски владар.

### Инвазије Авара у Европу и њихово присуство у Пољској
У 6. веку у средње Подунавље досељавају се номадски Авари који су говорили туркијски језик. Авари су два пута (562. и 566–567.) предузимали војне походе против Франака, а њихови путеви су пролазили кроз пољске земље. Аварски посланици су подмићивали словенске поглаваре из земаља које нису контролисали, укључујући Померанију, да би обезбедили њихово учешће у аварским походима, али осим тога, тачна природа њихових односа са Словенима у Пољској није позната. Авари су имали извесно присуство или контакте у Пољској и у 7. и 8. веку, када су оставили артефакте у региону Краков-Нова Хута и другде, укључујући и бронзану декорацију појаса пронађену у Кракусовској хумци. Овај последњи предмет, са прелаза у 8. век, коришћен је за датовање саме хумке.[d]

## Племенска диференцијација

### Насеља из 8. века
Са завршеним великим сменама становништва током словенских миграција, 8. век донео је меру стабилности словенском народу насељеном у Пољској. Око милион људи активно је користило не више од 20–25% земљишта; остало је углавном била шума. Насеља, са изузетком неколико утврђења и култних места, била су ограничена на равничарска подручја испод 350 метара надморске висине. Већина села изграђених без вештачких одбрамбених објеката налазила су се унутар долинских подручја природних водних површина. Словени су добро познавали околину воде и користили су је као природну одбрану. 
Структуре за живот и привредну делатност биле су распоређене насумично или распоређене у редове или око централне празне парцеле. Већа насеља су могла имати преко десетак домаћинстава и у њима је живело 50 до 80 становника, али типичније је било само неколико домова са највише 30 становника. Од 7. века па надаље, раније уобичајене полу-подземне настамбе су замењене зградама које су се налазиле у потпуности изнад површине, али су се и даље састојале од само једне просторије. Копане су јаме за складиштење и друге намене. Као и германски народ пре њих, Словени су остављали празна подручја између развијених области ради одвајања од туђинаца и избегавања сукоба, посебно дуж граница својих племенских територија. 

### Изградња гордова
Пољска племена су у својим малим заједницама градила импозантније грађевине од једноставних станова: утврђена насеља и друге ојачане ограде типа горд (пољски „gród“). Они су основани на природно погодним локацијама за јачање одбране почев од касног 6. или 7. века. Селиги код Плоцка и Хаћки су рани примери. У 8. веку дошло је до великих грађевинских активности. Гордови су били различито дизајнирани и различитих величина, од малих до импресивно масивних. За ојачавање периметра коришћени су ровови, зидови, палисаде и насипи, што је често подразумевало и компликоване земљане радове поред конструкције од дрвета и камена. Гордови племенског периода били су неправилно распоређени широм земље (мање је било већих у Малопољској, али више мањих у централној и северној Пољској), и могли су да покривају површину од 0,1 до 25 хектара. Имали су једноставну или вишесегментну архитектуру и били заштићени утврђењима различитих типова. Неки су били трајно заузети од стране већег броја људи или од поглавице и његове кохорте наоружаних људи, док су други коришћени као уточишта за заштиту локалног становништва у случају спољне опасности. Почев од 9. века, гордови су постали језгра будућег урбаног развоја, привлачећи трговце свих врста, посебно на стратешким локацијама. Гордови подигнути у 8. веку су опширно истражени, на пример они у Мјендзишвејчу (жупанија Ћешен) и Нашацовице (жупанија Нови Сонч). Последњи је четири пута рушен и обнављан, а коначна реконструкција је завршена после 989. године. 
Монументално и технички сложено гранично заштитно подручје површине преко 3 хектара изграђено је око 770–780. године у Тшћиници код Јасла на месту старог упоришта из бронзаног доба, вероватно седишта локалног владара и његовог гарнизона. Ту је пронађено на хиљаде реликвија, укључујући сребрно благо од 600 комада. Горд је неколико пута паљен и на крају уништен током прве половине 11. века.[e]
Ова већа грађевинска делатност, од средине 8. века па надаље, била је манифестација појаве племенских организација, новог цивилизацијског квалитета који је представљао прилично ефикасне протополитичке организације и друштвене структуре на новом нивоу. Оне су се заснивале на овим утврђењима, одбрамбеним објектима, за шта су добар пример вислански гордови из средине 8. века и касније у Малопољској. Претња која је долазила од аварске државе у Панонији могла је да пружи првобитну мотивацију за градњу.

### Друштво организовано у веће племенске јединице
Од 8. века па надаље, Словени у Пољској су се све више организовали у веће структуре познате као „велика племена“, било путем добровољног или присилног удруживања. Становништво се првенствено бавило пољопривредним пословима. Обрађиване су њиве и баште у оквиру насеља. Орање се вршило воловима и дрвеним плуговима ојачаним гвожђем. Паљење шума је коришћено за повећање обрадивих површина, али и за обезбеђење ђубрива, пошто је пепео у том својству трајао неколико сезона. Практикована је ротација усева као и систем озимих/пролећих усева. После неколико сезона експлоатације, земљиште је остављено у стању мировања да би повратило плодност. Пшеница, просо и раж су биле најважније културе; остале култивисане биљне врсте биле су зоб, јечам, грашак, пасуљ, сочиво, лан и конопља, као и стабла јабуке, крушке, шљиве, брескве и трешње у воћњацима. Почев од 8. века, свиње су постепено постале економски важније од говеда; држане су и овце, козе, коњи, пси, мачке, кокошке, гуске и патке. Пољопривредне праксе Словена познате су из археолошких истраживања, која документују прогресивно повећање обрадивих површина током времена и резултирајућим крчењем шума, и из писаних извештаја Ибрахима ибн Јакуба, јеврејског путника из 10. века. Ибрахим је описао и друге карактеристике словенског живота, на пример коришћење парних купатила. Постојање бањских објеката потврђено је археологијом. Анонимни арапски писац са почетка 10. века помиње да је словенски народ правио алкохолно пиће од меда и да су њихова славља била праћена музиком на лаути, даирама и дувачким инструментима. 
Сакупљање, лов и риболов су и даље били неопходни као извори хране и материјала као што су кожа или крзно. Шума је такође коришћена као извор грађевинског материјала као што је дрво. Осим тога, ту су се чувале дивље шумске пчеле, а шума је могла да се користи и као склониште. Све до 9. века становништво је било одвојено од главних центара цивилизације и самодовољно примитивном, локалном заједницом и производњом у домаћинству. Специјализоване занатлије постојале су само у областима вађења и прераде гвожђа из руде и грнчарства; неколико луксузних предмета који су коришћени били су из увоза. Од 7. века грнчарским точком израђивала се скромно украшена керамика. Збирке предмета од 7. до 9. века пронађене су у Боникову и Брушчеву, у округу Кошћан (гвоздене мамузе, ножеви, глинене посуде са неким украсима) и у региону Краков-Нова Хута (оружје и прибор у Плешову и Могили), међу другим местима. Словенски ратници су традиционално били наоружани копљима, луковима и дрвеним штитовима. Касније су коришћене секире, а коришћени су и мачеви типова популарних широм Европе од 7. до 9. века. Независно од далеких сила, словенска племена у Пољској живела су релативно несметаним животом, али по цену извесне цивилизацијске заосталости. 
Квалитативна промена догодила се у 9. веку, када су пољским земљама поново пролазили далеки трговачки путеви. Померанија је постала део балтичке трговинске зоне, док је Малопољска учествовала у трговини са подунавским земљама. У базену Горње Висле, оријентални сребрни накит и арапски новац, често исечени на комаде, еквиваленти гвозденог новчића „грзивна“ (оног типа који се користи у Великој Моравској), па чак и ланене тканине служиле су као валута. 
Базична друштвена јединица била је основна породица, коју су чинили родитељи и њихова деца, која је морала да стане у стамбени простор од неколико до 25 квадратних метара. „Велика породица“, патријархална, вишегенерацијска група сродних породица са значењем сродства или клана, имала је опадајући значај током овог периода. Већа група је била потребна у прошлости (5–7. век) за послове крчења шума и спаљивања, када су земљорадничке заједнице морале да се селе са локације на локацију; у фази пољопривреде у 8. веку породица је била довољна да се брине о својим ораницама. Постепено се развијао концепт власништва над пољопривредним земљиштем. Неколико или више клановских територија било је груписано у комшијско удружење, или „ополе“, које је успоставило рудиментарну самоуправу. Таква заједница је била власник пошумљеног земљишта, пашњака, водених површина и у оквиру ње се одвијала прва организација око заједничких пројеката и с тим повезаним развојем политичке моћи. Велики и сналажљиви ополе могао би, проширивањем својих поседа, постати прото-државни ентитет који се непрецизно односи на племе. Племе је било највиши ниво ове структуре. Садржао је неколико опола и контролисало је област до око 1500 квадратних километара. 
О најбитнијим питањима бринула се општа скупштина свих племена. Титмар од Мерсебурга писао је почетком 11. века о Велети, племену полапских Словена, са извештајем да је њихова скупштина расправљала све док се сви не сложе, али је ову „ратну демократију“ постепено заменио систем власти у којем су племенске старешине и владари имали предност. Овај развој је омогућио спајање племена у „велика племена“, од којих ће нека под повољним условима касније постати племенске државе. Комунална и племенска демократија, уз само-наметнуте доприносе чланова заједнице, најдуже је опстала у малим ентитетима и локалним територијалним под-јединицама. У већим размерама, она је била замењена владавином способних вођа, а потом и доминантних породица, што је на крају неизбежно довело до наследне транзиције врховне власти, обавезног опорезивања, итд. Када је друштвена и економска еволуција достигла овај ниво, концентрација моћи је олакшана и омогућена да се одржи паралелним развојем професионалне војне силе (која се у овој фази назива "дружина") која је била на располагању владару или поглавици.

### Сахрањивање и религија
Погребни обичаји, барем у јужној Пољској, укључивали су подизање кургана. Урна са пепелом постављана је на хумку или на стуб забоден у земљу. У том положају је мало таквих урни преживело, што је можда разлог што су словенска гробља у Пољској ретка. Сви мртви, без обзира на друштвени статус, кремирани су и сахрањени, према арапским сведочанствима (једно с краја 9. века, а друго из око 930. године). Словенску погребну праксу раније је поменуо и Теофилакт Симоката.
Према Прокопију, Словени су веровали у једног бога, творца муња и господара целе васељене, коме су приношене све жртвене животиње (а понекад и људи). Највиши бог се на целом словенском простору звао Сварог, али су се и други богови обожавали у различитим крајевима у различито време, често са локалним именима. Славили су се и природни објекти као што су реке, гајеви или планине, као и нимфе, демони, духови предака и други духови, који су сви поштовани и умиривани обредима даривања. Таква веровања и обичаје су касније развила и индивидуализовала многа словенска племена.
Словени су подизали светилишта, стварали статуе и друге скулптуре, укључујући и четвороликог Световида, чије резбарије симболизују различите аспекте словенског космолошког модела. Један примерак из 9. века из реке Збрух у модерној Украјини, пронађен 1848. године, изложен је у Археолошком музеју у Кракову. Многе од светих локација и објеката идентификоване су ван Пољске, на пример у североисточној Немачкој или Украјини. У Пољској су истражена места верских активности у северозападној Померанији, укључујући Шчећин, где је некада стајало троглаво божанство, и острво Воли
н, где су пронађене култне фигурице из 9. до 11. века. Археолошки потврђена култна места и ликови истражени су и на још неколико локација.

## Развоји раних словенских и других држава у 9. веку

### Самово царство
Прва словенска државна целина, царство краља Самоа, првобитно франачког трговца, процветало је у близини Пољске у Чешкој и Моравској, деловима Паноније и јужнијим областима између Одре и Лабе током периода 623–658. Само је постао словенски вођа помажући Словенима да се успешно бране од аварских нападача. Оно што је Само водио вероватно је био лабав савез племена, који се распао након његове смрти. Словенска Карантанија, са средиштем у Крнском Граду (данас Карнбург у Аустрији), била је више права држава, настала је вероватно из једног дела Самоовог краљевства у распаду, али је под домаћом династијом трајала током 8. века и постала христијанизована. 

### Великоморавска и успостављање писаног словенског језика
Већи државотворни процеси развијају се на словенским просторима у 9. веку. Велика Моравска, најистакнутија словенска држава тог доба, настала је почетком 9. века јужно од модерне Пољске. Првобитне земље Велике Моравске обухватале су садашњу Моравску и западну Словачку, плус делове Чешке, Паноније и јужне области Малопољске. Слава великоморавског царства постала је у потпуности очигледна у светлу археолошких открића; посебно су спектакуларне раскошно опремљене гробнице. Међутим, такви налази се не протежу на земље које сада чине јужну Пољску. Велико територијално проширење Велике Моравске догодило се за време владавине Сватоплука I крајем 9. века. Моравска држава пропала је сасвим изненада; 906. године, ослабљена унутрашњом кризом и упадима Мађара, потпуно је престала да постоји. 
Године 831. крштен је Мојмир I, а његова моравска држава улази у састав Баварске Пасау бискупије. У циљу црквене и политичке независности од утицаја Источне Франачке, његов наследник Растислав је од византијског цара Михаила III затражио мисионаре. Као резултат тога, Ћирило и Методије су 863. године стигли у Моравску и започели мисионарску делатност међу словенским народом. Да би остварили своје циљеве, браћа су развила писани словенски богослужбени језик: старословенски, који је користио глагољицу коју су они створили. Они су на овај језик превели Библију и друге црквене текстове и тако поставили основу за касније словенске православне цркве. 

### Чешка држава
Пад Велике Моравске створио је простор за ширење чешке или бохемијске државе, која је такође укључила неке од пољских земаља. Оснивача династије Пшемисловића, кнеза Борживоја, крстио је Методије по словенском обреду током каснијег дела 9. века. Његов син и наследник Збигњев је крштен у Регензбургу у Латинској католочкој цркви, што означава рану фазу источно франачког/немачког утицаја у бохемијским пословима. Борживојевог унука кнеза Вацлава, будућег чешког мученика и свеца заштитника, убио је, вероватно 935. године, његов брат Болеслав. Болеслав I је учврстио моћ прашких принчева и највероватније је доминирао над Висланима и Ленђанима (Љахима) у Малопољској и неким деловима Шлеске. 

### Пољске земље из 9. века
У 9. веку пољске земље су још увек биле на периферији средњовековне Европе у погледу њених главних моћи и догађаја, али је дошло до извесног напретка у нивоу цивилизације, о чему сведочи број изграђених гордова, подигнутих кургана и коришћене покретне опреме. На племенске елите мора да је утицала релативна блискост Каролиншког царства; понегде су пронађени предмети који су ту рађени. Пољску су насељавала многа племена различите величине. Имена неких од њих, углавном из западног дела земље, позната су из писаних извора, посебно из латинског документа који је средином 9. века написао анонимни баварски географ. У овом периоду мање племенске структуре су се распадале док су се на њиховом месту оснивале веће. 
Карактеристика прелаза из 10. века у већини пољских племенских насеља било је посебно интензивирање градитељских активности. Гордови су били центри друштвеног и политичког живота. Племенске вође и старешине су имале своје седиште у заштићеном окружењу и унутар њих су се одржавале неке од племенских општих скупштина. У близини су се најчешће налазиле верске култне локације, док су саме гордове често посећивали трговци и занатлије. 

### Висланска држава
Главни развој периода 9. века тиче се помало загонетног племена Вислана или Вислана (Vuislane баварског географа). Вислани из западне Малопољске, који се помињу у неколико савремених писаних извора, већ су у првој половини 9. века били велика племенска заједница. У другој половини века, они су еволуирали у суперплеменску државу све док њихове напоре нису прекинули моћнији суседи са југа. Краков, главни град Вислана, са својом гордом Вавел, налазио се дуж главног „међународног“ трговачког пута. Главни археолошки налаз везан за Вислане су грзивне у облику гвоздене секире из касног 9. века, добро познате као валутне јединице у Великој Моравској. Откривене су 1979. године у дрвеном сандуку испод подрума средњовековне куће у улици Каноница у Кракову у близини реке Висле и брда Вавел. Укупна тежина гвозденог материјала је 3630 килограма, а појединачне шипке различитих величина (њих 4212) биле су увезане у снопове, што сугерише да је пакет био спреман за транспорт. Остали налази укључују Кракус, Ванду и друге велике хумке из 8. века, као и остатке неколико гордова.
Вислански гордови, грађени од средине 8. века па надаље, били су обично веома велики, често преко 10 хектара. Познато је око 30 великих гордова из 9. века у Малопољској и у Шлеској који су вероватно изграђени као одбрана од великоморавске војне експанзије. Највећи, у Страдову, у округу Казимјежа Вјелка, имао је површину од 25 хектара и зидове или насипе висине 18 метара, али су делови ове џиновске грађевине вероватно изграђени касније. Гордови су се често налазили дуж северне падине западних Карпата, на брдима или обронцима. Грађевине унутар зидина биле су ретко лоциране или их је уопште није било, па се чини да је улога гордова углавном била нешто друго осим насеља или административних центара. 
Велике хумке до 50 метара у пречнику налазе се не само у Кракову, већ и у Пшемислу и Сандомјежу, између осталог (око 20 укупно). Вероватно су то биле погребне локације владара или поглавица, а стварно место гроба, на врху хумке, давно је изгубљено. Поред хумки, степен развијености горда и благо грзивна упућују на Краков као главни центар висланске моћи (уместо Вислице, како се такође сумњало у прошлости). 
Најважније писане референце на Вислане потичу из Житија Светог Методија, познатог и као „Панонска легенда“, коју су највероватније написали Методијеви ученици непосредно после његове смрти 885. Фрагмент говори о веома моћном паганском кнезу који је живео у Висланској земљи, вређао хришћане и наносио им велику штету. Упозорили су га изасланици који су говорили у име мисионара и саветовали да се реформише и добровољно прихвати крштење у својој домовини. У супротном, предвиђало се, биће принуђен на то у туђини. Према Панонској легенди, управо се то на крају и догодило. Овај одломак се широко тумачи као индикација да је Вислане напала и прегазила великоморавска војска и да је њихов пагански кнез заробљен. То се морало догодити за време другог Методијевог боравка у Моравској, између 873. и 885. године, за време владавине Сватоплука I. 

Источно од Вислана, источна Малопољска била је територија племена Ленђана. Средином 10. века Константин VII је написао њихово име као Lendzaneoi. Ленђани су морали бити веома значајно племе, пошто називи за Пољску на литванском и мађарском језику и за Пољаке на средњовековном рутенском почињу на слово „Л“ и изведени су из имена овог племена. Пољаци су се историјски такође називали „Лехити“. После пада Велике Моравске, Мађари су контролисали бар део територије Ленђана. Освојила их је Кијевска Русија током 930–940. Крајем 10. века ленђијске земље су се поделиле; западни део је заузела Пољска, источни део је задржала Кијевска Русија.
Вислани су вероватно такође били подвргнути нападима Мађара јер је у раном делу 10. века често додаван додатни слој насипа уз гордска утврђења. Почетком или средином 10. века, вислански ентитет, као и Шлеску, Болеслав I од Чешке је инкорпорирао у чешку државу. Ово удружење се показало корисним у погледу привредног развоја, јер је Краков био важна станица на трговачком путу Праг — Кијев. Прве познате хришћанске црквене структуре подигнуте су на брду Вавел. Касније у 10. веку, под неизвесним околностима, али мирним путем (гордска мрежа овом приликом није претрпела никакву штету), Вислани су постали део пољске државе Пјаст.

### Балтичка обала
У погледу економских и општих цивилизацијских достигнућа, најнапреднија регија која одговара савременим границама Пољске у 9. веку била је Померанија. Одликовали су је и најшири контакти са спољним светом, а самим тим и највеће културно богатство и разноврсност. Померанија је била омиљена дестинација за трговце и друге предузетнике из далеких земаља, од којих су неки основали локалне производне и трговачке центре. Неки од ових комплекса дали су почетак раним градовима или урбаним центрима као што су Волин, Пижице или Шчећин. Баварски географ помиње два племена, Велунзани („Уелунзани“) и Пижицани у области, од којих свако има 70 градова. Упркос високом степену економског напретка, ниједна друштвена структура која указује на државност није се развила у друштвима Даље Помераније, осим у граду-држави Волин.
Насеље Волин настало је на истоименом острву крајем 8. века. Смештен на ушћу реке Одре, Волин је од почетка био укључен у трговину на Балтичком мору. Насеље је било паганско, мултиетничко и спремно је прихватало придошлице, посебно занатлије и друге професионалце, из целог света. Будући да се налази на главном интер-континенталном морском путу, убрзо је постало главна европска индустријска и трговинска сила. Адам Бременски је писмом у 11. веку препознао Волин као један од највећих европских градова, насељен поштеним, добродушним и гостољубивим словенским народом, заједно са другим народима, од Грка до варвара, укључујући Саксонце, све док  не показују превише отворено своје хришћанство. 
Волин је био главно упориште племенске територије Волинијана, обухватајући острво и широки део суседног копна, са границом коју је чувао низ гордова. Врхунац процвата града догодио се око и после 900. године, када је изграђена нова лука (комплекс их је сада имао четири) и градско подручје  обезбеђено зидовима и насипима. Тамошњи археолошки налази обухватају велики избор увозне робе (чак и са Далеког истока) и домаћих производа и сировина; ћилибар и племенити метали заузимају истакнуто место, јер је накит био једна од главних економских активности волинске елите. 
Трусо у Пруској је била још једна балтичка лука и трговачки емпоријум познат из прераде Оросијеве универзалне историје од стране Алфреда Великог. Краљ Алфред је укључио опис путовања Вулфстана око 890. године од данске луке Хедеби до Трусоа, која се налази близу ушћа Висле. Вулфстан је дао прилично детаљан опис локације Трусоа, унутар земље Еста, али близу словенских области западно од Висле. Трусова стварна локација откривена је 1982. у месту Јанов Поморски, близу Елблага.
Основан као морска лука од стране Викинга и данских трговаца крајем 8. века у пруској пограничној области коју су раније већ истраживали Скандинавци, Трусо је опстао као велики град и трговачки центар до раног 11. века, када је уништен и замењен градом Гдањск. Насеље се простирало на површини од 20 хектара и састојало се од морске луке са два пристаништа, занатско-трговачког дела и периферног стамбеног насеља, све заштићено бедемом од дрвета и земље који га одваја од копна. Сама лучко-трговачка и занатлијска зона биле су одвојене противпожарним јарком кроз који је текла вода. Било је неколико редова кућа, укључујући дугачке структуре викиншких хала, магацине на обали, тржнице и улице покривене дрвеним гредама. Ту су пронађене бројне реликвије, укључујући тегове који се користе и као новчане јединице, кованице (од енглеског до арапског) и радионице за обраду метала, накита и ћилибара. Пронађени су и остаци дугих викиншких чамаца, а цео комплекс сведочи о заокупљености Викинга трговином, ослонцем њихових активности у региону Балтичког мора. Мултиетнички Трусо је имао широке трговачке контакте не само са далеким крајевима и Скандинавијом, већ и са словенским областима које се налазе јужно и западно од њега, одакле су се керамика и други производи превозили дуж Висле. Иронично, Трусоово изненадно уништење ватром и каснији нестанак је очигледно био резултат викиншког напада.[f]
Ова веза са балтичком трговинском зоном довела је до успостављања унутар-словенских трговинских путева на велике удаљености. Малопољска је учествовала у размени са подунавским земљама. Оријентални сребрни накит и арапски новчићи, често исечени на комаде, „грзивна“ еквиваленти гвозденог новца (оног типа који се користио у Великој Моравској) у басену Горње Висле, па чак и ланене тканине служиле су као валута. 

### Упад Мађара
Мађари су у почетку били још један талас номадских освајача. Из породице уралских језика, пореклом из северозападног Сибира, мигрирали су на југ и запад, заузимајући Панонску низију од краја 9. века. Одатле, све до друге половине 10. века, када су били принуђени да се населе, нападали су и пљачкали огромна подручја Европе, укључујући Пољску. Сабља и орнаментални елементи пронађени су у гробу мађарског ратника из прве половине 10. века у области Пшемисла. 
Географски, инвазије Мађара су ометале раније веома утицајне контакте између средње Европе и центара византијског хришћанства. Можда је то био одлучујући фактор који је Пољску усмерио ка западној (латинској) грани хришћанства у време њеног усвајања 966.

## Развој у Великој Пољској у 10. веку; Мјешкова држава

### Племенска Велика Пољска
10. век је донео значајан развој у виду стабилности насеља на пољским земљама. Краткотрајна праисторијска насеља постепено су уступила место селима на фиксним местима. Број села је временом растао, али су се њихова места ретко мењала. 
Извори из 9. и 10. века не помињу племе Пољани. Најближе би било огромно (400 гордова) племе Glopeani баварског географа, чије име изгледа да потиче од језера Гопло, али археолошка истраживања не могу потврдити такве размере насеобинске активности у области језера Гопло. Оно што истраживање указује је присуство неколико различитих племена у Великој Пољској у 9. веку, једног око горњег и средњег слива реке Обре, једног у басену доњег Обре и једног западно од реке Варте. Постојало је племе области Гњезно, чија су насеља била концентрисана око регионалног култног центра: брда Лех данашњег Гњезна. Током 9. века, великопољска племена нису чинила јединствену целину или целину у смислу културе или обрасца насељавања. Централно лоцирана Гњезна земља је у то време била прилично изолована од спољних утицаја, као што су били високо развијени моравско-чешки или балтички центри. Такво раздвајање је вероватно било позитиван фактор јер је олакшало напоре лозе вођа из старијег клана тамошњег племена, познатог као кућа Пјаста, што је резултирало почетком 10. века у успостављању ембрионалне пољске државе.

### Мјешкова држава и њено порекло
Оно што је касније названо држава Гњезно, познато и као Мјешкова држава, прво је проширено на рачун покорених племена у доба Мјешковог оца и деде. Пишући око 965. или 966. године, Ибрахим ибн Јакуб је описао земљу Мјешка, „краља севера“,[g] као најширу словенску земљу. Мјешка, владара Словена, као таквог у то време помиње и Видукинд из Корвеја у својој Res gestae Saxonicae. У свом зрелом облику, ова држава је обухватала западнословенске земље између река Одре и Буга и између Балтичког мора и Карпата, укључујући и економски кључна подручја ушћа река Висле и Одре, као и Малопољску и Шлеску. 
Име Пољака (Пољани) се први пут у писаној форми појављује око 1000. године, баш као и назив земље Пољска (латинизовано као Полонија). „Пољани“ је вероватно било име које су каснији историчари дали становницима Велике Пољске (претпостављено племе које се не помиње у ранијим изворима). Становници Велике Пољске из 10. века потицали су од племена непознатих имена која су била кључна за успостављање пољске државе; једно такво племе морало је да чини непосредну базу моћи Мјешкових претходника, ако не и самог Мјешка. 

### Извештај Галуса Анонимуса против археологије
Почетком 12. века, хроничар Галус Анонимус је записао или измислио легенду о династији Пјаста. Усред чудесних детаља, прича нуди имена наводних предака краљевске породице, почевши од човека по имену Хошциско, оца централне личности Пјаста Коларца, који је био скромни фармер који је живео у Гњезну.
Резултати археолошких студија гордова из 9. и 10. века у Великој Пољској су у супротности са временом ове приче. У 9. веку није било насеља Гњезно; ту је постојало паганско култно место тек на прелазу из 10. века. Гњезно горд је подигнут око 940. године, вероватно зато што је локација од великог духовног значаја за племенску заједницу, окупљала локално становништво око своје изградње и одбране.

### Рана држава Пјаста и њено ширење
Према старом племенском систему, племенска скупштина је бирала поглавицу у случају спољне претње да води одбрамбене активности, и то је била привремено дата власт. Династија Пјаста је могла да замени ову праксу у области Гњезно наследним владаром, у складу са трендовима на другим локацијама у то време. Ово је омогућило династији Пјаста да створи државу коју су могли водити генерацијама.
Развој државе Пјаста може се донекле пратити праћењем нестанка старих племенских гордова, од којих су многи изграђени у Великој Пољској током каснијег дела 9. века и убрзо након тога, које је уништило напредовање племенског становништва Гњезна. Стари гордови су често обнављани или замењени почевши од првих деценија 10. века новим, великим и масивно ојачаним Пјастовим гордовима. Повезани воденим комуникационим линијама, моћни гордови из средине 10. века служили су као главне концентрације снага државе у настајању.
Паралелно са градитељском активношћу од  920-950, Пјасти су предузели војну експанзију прешавши реку Варту и крећући се на југ и запад унутар слива реке Одре. Читава мрежа племенских гордова између река Обра и Барич је, између осталог, елиминисана. Освојено становништво је често пресељавано у централну Велику Пољску, што је резултирало делимичном депопулацијом претходно добро развијених региона. На крају ове етапе формирања државе Пјаст нови гордови Пјаста изграђени су у области (северне) реке Нотеч и другим рубним областима припојених земаља, на пример у Сантоку и Срему око 970. године. Током наредне деценије посао уједињења језгра ране државе Пјаст је завршен — поред Велике Пољске са Кујавијом, она је обухватала и већи део централне Пољске. Мазовија и делови Помераније су све више били под утицајем Пјаста, док је експанзија на југ за сада била у застоју, јер су велики делови Малопољске и Шлеске били под контролом Чешке.
Држава Пјаста која се ширила развила је професионалну војну силу. Према Ибрахиму ибн Јакубу, Мјешко је прикупљао порезе и трошио их као месечну плату за своје ратнике. Имао је само три хиљаде тешко оклопљених војника, чији је квалитет према Ибрахиму био веома импресиван. Мјешко је обезбедио сву њихову опрему и потребе, чак и војну плату за њихову децу без обзира на пол, од тренутка када су рођена. Ову снагу је подржавао много већи број пешака. У гордовима Пјаста пронађено је много наоружања, од којих је много страног, нпр франачког или скандинавског порекла. Плаћеници из ових крајева, као и немачки и нормански витезови, чинили су значајан елемент Мјешкове елитне борбене гарде.

### Мере за генерисање прихода и освајања
За одржавање ове војне машинерије и подмирење других државних трошкова били су неопходни велики приходи. Велика Пољска је имала неке природне ресурсе који су се користили за трговину, као што су крзно, кожа, мед и восак, али они сигурно нису давали довољно прихода. Према Ибрахиму ибн Јакубу, Праг у Чешкој, град саграђен од камена, био је главни центар за размену трговачке робе у овом делу Европе. Из Кракова су словенски трговци доносили калај, со, ћилибар и све друге производе које су имали, пре свега робове; купци су били муслимански, јеврејски, мађарски и други трговци. Житије светог Адалберта, које је на крају 10. века написао Јован Канапарије, бележи судбину многих хришћанских робова продатих у Прагу као главно проклетство тог времена. Вучење окованих робова приказано је као сцена на бронзаним Дверима Гњезна из 12. века. Може се десити да се територијално проширење финансирало самим собом као извор плена, чији су заробљени мештани били највреднији део. Размере људске трговачке праксе су, међутим, спорне, јер је велики део становништва из поражених племена пресељен ради пољопривредних радова или у оближња насеља, где су могли да служе у различитим својствима и на тај начин доприносе економском и демографском потенцијалу државе. Значајно повећање густине насељености било је карактеристично за новонастале државе у источној и централној Европи. Трговина робљем је била недовољна да задовољи све потребе за приходима, држава Пјаста је морала да тражи друге опције. 
Мјешко је тако настојао да покори Померанију на обали Балтика. Ово подручје је било место богатих трговачких емпорија, које су често посећивали трговци, посебно са истока, запада и севера. Мјешко је имао све разлоге да верује да би велики профит био резултат његове способности да контролише богате морске луке које се налазе на дугим трговачким рутама као што су Волин, Шчећин и Колобжег.
Држава Пјаста је прво стигла до ушћа Висле. На основу истраживања гордова подигнутих дуж средње и доње Висле, чини се да је доњи водни пут Висле био под контролом Пјаста отприлике од средине 10. века. Моћни горд изграђен у Гдањску, најкасније под Мјешком, учврстио је власт Пјаста над Померанијом. Међутим, ушће реке Одре чврсто су контролисали Јомсвикинги и Волињани, који су били у савезу са Велетима. „Велети се боре против Мјешка“, известио је Ибрахим ибн Јакуб, „и њихова војна моћ је велика“. Видукинд је писао о догађајима из 963. који су укључивали саксонског грофа Вихмана Млађег, авантуристу прогнаног из своје земље. Према Видукинду, „Вихман је отишао варварима (вероватно Велети или Волињани) и водећи их (...) два пута је победио Мјешка, убио његовог брата и стекао велики плен“. Титмар од Мерсебурга такође извештава да је Мјешко са својим народом постао поданик Светог римског цара 963. године, заједно са другим словенским ентитетима као што су Лужички Срби које је моћни маркгроф Геро из Саксонског Источног Марка приморао на потчињавање. 

### Мјешкова веза са царем Отоном I
Низ војних преокрета и штетних односа, који су поред ривала укључивали и Чешке Пшемисловиће који су били у савезу са Велетима, приморали су Мјешка да потражи подршку немачког цара Отона I. Након остварених контаката, Видукинд је Мјешка описао као „пријатеља цара“. Пакт је договорен и финализиран најкасније 965. Цена коју је Мјешко морао да плати за царску заштиту било је прихватање статуса царевог вазала. Плаћао му је данак од земаља до реке Варте и врло вероватно дао обећање да ће прихватити хришћанство. 

### Мјешково прихватање хришћанства
Хришћанска црква је успостављена у Пољској као њена западна латинска црква,[h] чин који је Мјешкову земљу довео у сферу древне медитеранске културе. Од питања која су захтевала хитну пажњу, најважнији је био све већи притисак ширења немачке државе на исток (између река Лабе и Одре) и њени планови да контролише паралелно ширење Цркве преко надбискупије у Магдебургу.
Такозвано крштење Пољске и пратећи процеси нису се одвијали преко Мјешкових немачких веза. У то време, Мјешко је био у процесу поправљања неугодних односа са бохемијском државом Болеслава I. Тешкоће је изазвала углавном чешка сарадња са Велетима. Већ 964. године две стране су постигле споразум о том и другим питањима. Године 965. Мјешко се оженио Болеславовом кћерком Дубравком. Мјешкова изабрана хришћанска принцеза, жена вероватно у двадесетим годинама, била је побожна хришћанка и Мјешково сопствено преобраћење морало је бити део договора. Овај чин је заправо уследио 966. године и покренуо христијанизацију Велике Пољске, региона који до тада није био изложен хришћанском утицају, за разлику од Малопољске и Шлеске. Године 968. основана је независна мисионарска епископија, која је директно одговарала папи, а Јордан је постављен као први бискуп.
Обим мисије христијанизације у својој раној фази био је прилично географски ограничен, а оно мало реликвија које су преживеле потичу из земље Гњезно. Камене цркве и крстионице откривене су у оквиру горда Остров Ледницки и Познањ, као и капела у Гњезну. Познањ је такође био место прве катедрале, седиште епископије Јордана и епископа Унгера, који га је наследио.

### Рано ширење Пјаста, великоморавски и нормански доприноси
Новија истраживања указују на неке друге интригантне могућности у вези са раним настанком пољске државе у Великој Пољској. Постоје индиције да су процеси који су довели до успостављања државе Пјаста започели у периоду око 890-910. Током ових година, догодио се огроман цивилизацијски напредак у централној Великој Пољској, пошто су откривени производи свих врста били боље направљени. Време се поклапа са сломом великоморавске државе изазваним упадима Мађара. Пре и после њеног пада 905-907, многи Великоморавци, плашећи се за свој живот, морали су да побегну. Према белешкама Константина VII, уточиште су нашли у суседним земљама. Декорације пронађене у гробовима Солача у Познању имају своје парњаке у гробницама око Њитре у Словачкој. У области Њитре је у средњем веку постојао и познати род по имену Познањ. Горе наведено указује да су град Познањ основале њитранске избеглице, а уопштено говорећи, досељеници из Велике Моравске допринели су изненадном буђењу иначе забачених и изолованих пјастских земаља. 
Рано ширење племена Гњезно земље је врло вероватно почело под Мјешковим дедом Лестеком, вероватном правом оснивачу државе Пјаста. Лестек се такође огледао у сагама о Норманима, који су можда имали улогу у пореклу Пољске (приписује им се гомила блага из периода 930-1000). Болеслав III Пјаст дао је име једном од својих синова по њему, а Галус Анонимус написао своју хронику. Израз "Лехићи", популаран касније као синоним за "Пољаке", можда је такође инспирисан Мјешковим дедом.

### Рани градови
Постоје одређена неслагања око раног седишта владајуће династије. Модерна археологија је показала да горд у Гњезну није ни постојао пре око 940. године. Ова чињеница елиминише могућност Гњезнове ране централне улоге, у шта се дуго веровало, на основу извештаја који је дао Галус Анонимус. Реликвије пронађене у Гиечу (укључујући велику концентрацију сребрног блага), где је првобитни горд саграђен неких 80 година раније, упућују на ту локацију. Друге вероватне ране престонице укључују старе гордове Гржибово, Калиш или Познањ. Познањ, који је старији од Гњезна, вероватно је био првобитно место Мјешковог двора у ранијим годинама његове владавине. Ту је подигнута прва катедрална црква, монументално здање. Догађаји из 974–978, када је Мјешко, као и његов зет Болеслав II од Чешке, подржао Хајнриха II, војводу од Баварске, у његовој побуни против Отона II, створили су претњу одмаздом императора. Ситуација је вероватно мотивисала Мјешка да премести владу у Гњезно, које је било сигурније због своје источније локације. Испоставило се да је царев одговор био неефикасан, али се ова географска предност наставила и у годинама које долазе. Растући значај Гњезна огледао се у додавању око 980. новог јужног дела уз првобитна два сегмента горда. У постојећем сажетку документа Dagome iudex написаног 991-992. пре Мјешкове смрти, Мјешкова држава се помиње као Civitas Gnesnensis, или Држава Гњезно. 
Огромни напори процењене популације од 100 до 150 хиљада становника региона Гњезно који су били укључени у изградњу или модернизацију Гњезна и неколико других главних градова Пјаста били су одговор на уочену смртоносну претњу, а не само да им се помогне у освајању региона. После 935. године, када је народ Гњезна вероватно већ предводио Мјешкоов отац Сјемомисл, Чеси су освојили Шлезију и убрзо кренули и против Немачке. Страх од скрнављења њиховог племенског култног центра од стране напредујућих Чеха могао је да мобилише заједницу. Полапски словенски устанак је угушен око 940. године од стране Немачке под Отоном I, а Саксонци који су се кретали на исток су сигурно додали осећај опасности у то време (осим ако је држава Пјаста већ била у савезу са Отом, помажући да се Полапци обуздају). Када се ситуација стабилизовала, држава Пјаста се консолидовала и испоставило се да су огромни гордови били згодни за омогућавање сопствене експанзије Пјаста, коју је у овој фази водио Сјемомисл. 

### Савез са Немачком и освајање Помераније
Борбе против Велета од почетка Мјешкове владавине довеле су до савеза његове државе са Немачком. Савез је у овом тренутку био природан, јер се немачка држава ширила на исток док се пољска држава ширила на запад, са заједничким циљем Велета између. Победа је остварена у септембру 967. године, када је Вихман, овог пута водећи снага Волинијана, погинуо, а Мјешко се осветио, уз помоћ додатних коњичких јединица које је обезбедио његов таст Болеслав. Мјешкову победу је цар Отон I препознао као прекретницу у борби за обуздавање Полапских Словена, што га је одвратило од вођења италијанске политике. Овај нови статус омогућио је Мјешку да настави своје напоре да за своју земљу добије независну бискупију. Пољаци су тако имали своју епископију пре Чеха, чија је традиција хришћанства била много старија. Победа 967. године, као и успешна борба са маркгрофом Ходом (Одом) која је уследила у бици код Цединије 972. године, омогућила је Мјешку да освоји даље делове Помераније. Волин је, међутим, остао аутономан и паган. Колобжег, где је јак горд изграђен око 985. године, вероватно је био прави центар моћи Пјаста у Померанији. Раније је као центар ове области функционисала скандинавска колонија у Барди-Свиелубие код Колобжега. Западни део Мјешкове земље је контролисао Померанију (регион који пољски историчари називају Западна Померанија, отприлике унутар садашњих пољских граница, за разлику од Гдањске Помераније или Померелије), која је постала независна од Пољске током Померанског устанка 1005. године, када је Пољском владао Мјешков син Болеслав I Храбри.

### Завршетак територијалног проширења Пољске под Мјешком
Око 980. године, на западу, Лубушка земља је такође дошла под Мјешкову контролу и још један важан горд је изграђен у Влоцлавеку много источније. Мазовија је још лабавије била повезана са државом Пјаст, док је регион Сандомјеж био неко време њихова јужна испостава. 
Изградња моћних гордова Пјаста у региону западне Шлеске дуж реке Одре (Глогов, Вроцлав и Ополе) догодила се најкасније до 985. године. Савез са Чесима је у то време био завршен; краљица Дубравка, чланица чешке краљевске породице, умрла је 977. године. Мјешко се, у савезу са Немачком, тада борио против Пшемисловића и преузео део Шлеске, а затим и источну Малопољску. Године 989. заузет је Краков са остатком Малопољске. Та област, аутономна под чешком влашћу, уживала је и посебан статус у оквиру државе Пјаста. Године 990. додата је источна Шлеска, чиме је завршено преузимање јужне Пољске Пјаста. До краја Мјешковог живота, његова држава је обухватила западнословенске земље у географској близини и природним карактеристикама повезана са територијалним језгром Велике Пољске у Пјасту. Те земље су историчари понекад сматрали „лехитским“, или етнички пољским, иако су у 10. веку сва западнословенска племена, укључујући Чехе, била прилично слична лингвистички. 
Сребрна блага, уобичајена у скандинавским земљама, налазе се и на словенским подручјима укључујући Пољску, посебно северну Пољску. Верује се да су сребрни предмети, новчићи и украси, често исечени на комаде, служили као валутне јединице, које су донели јеврејски и арапски трговци, али локално више као акумулације богатства и симболи престижа. Процес њиховог скривања или депоновања, осим што их штити од опасности, истраживачи сматрају да представља култни ритуал. 
Благо које се налази у Гора Стрекова, округ Бјалисток, скривено након 901. године, укључује новчиће дирхама коване између 764. и 901. године и словенске украсе направљене у јужној Рутенији који показују византијски утицај. Ово откриће је манифестација трговачке руте из 10. века која се протеже све од централне Азије преко Византије, Кијева, басена Дњепра и Припјата и Мазовије до обала Балтичког мора. Таква блага су највероватније припадала припадницима елита у настајању.